# BMW R1150 RS
La BMW R1150 RS (scritto anche R1150RS) è una motocicletta prodotta dalla casa motociclistica tedesca BMW Motorrad a partire dal 2001 fino al 2005.

## Descrizione
A spingere la moto c'è un propulsore bicilindrico boxer da 1130 cm³ a 4 tempi con distribuzione a quattro valvole per cilindro per un totale di 8, comandate da un singolo albero a camme in testa, con un sistema di lubrificazione a carter umido e raffreddamento misto ad aria/olio, generando una potenza di 70 kW (95 CV). Il rapporto di compressione è pari a 11,3:1.
Il motore è dotato di un sistema di alimentazione ad iniezione elettronica indiretta nel collettore di aspirazione, catalizzatore a tre vie, accensione e avviamento elettrico tramite una batteria sa 12 volt e 19 Ah alimentata da un alternatore con 700 watt di potenza.
Dal 2002 in poi è dotata della doppia accensione mediante due candele per cilindro, per migliorare il rendimento e ridurre le emissioni inquinanti.
Il gruppo motore-cambio funge da elemento portante. La parte anteriore del telaio è in fusione di alluminio, mentre quella posteriore è in acciaio. La forcella anteriore del tipo Telelever ha un'escursione di 120 mm, mentre al retrotreno è presente un forcellone monobraccio posteriore in alluminio Paralever con una corsa di 135 mm. La moto monta cerchi in lega leggera, le cui dimensioni sono di 3,50 × 17 all'anteriore e 5,00 × 17 al posteriore. Il sistema frenante è composto da due freni a disco a pinza fissa a quattro pistoncini con diametro di 320 mm sulla ruota anteriore, mentre al posteriore è presente un disco singolo con pinza flottante a due pistoncini dal diametro di 276 mm. Gli pneumatici misurano 120/70 ZR 17 all'anteriore e 170/60 ZR 17 al posteriore.